# خوسيه فيغا (دراج)
خوسيه فيغا (بالإسبانية: José Vega)‏ هو دراج كوستاريكي، ولد في 22 نوفمبر 1987 في كوستاريكا.

## وصلات خارجية
- خوسيه فيغا على موقع أرشيف الدراجات (الإنجليزية)
- خوسيه فيغا على موقع إحصائيات الدراجات الإحترافية (الإنجليزية)
- خوسيه فيغا على موقع نسبة الدراجات (الإنجليزية)